# Retocomus crichtoni
Retocomus crichtoni är en skalbaggsart som beskrevs av Abdullah 1965. Retocomus crichtoni ingår i släktet Retocomus och familjen kvickbaggar. Inga underarter finns listade i Catalogue of Life.